# Station Teesside Airport
Teesside Airport is een spoorwegstation van National Rail in Darlington in Engeland. Het station is eigendom van Network Rail en wordt beheerd door Northern Rail.
Het is een van de minst gebruikte stations in Engeland. In 2013-14, had Teesside Airport slechts 8 passagiers. In 2012-2013 en 2013-2014 was het het minst gebruikte station in Groot-Brittannië en in 2014-15, had het station 32 passagiers, en was het op twee na het minst gebruikte station in Groot-Brittannië, achter Shippea Hill en Coombe Junction Halt..

## Geschiedenis
Het station ligt aan de oorspronkelijke route van de Stockton and Darlington Railway. Het werd geopend door British Rail op 3 oktober 1971.
Er zijn twee perrons, elk lang genoeg voor een trein van 4 wagons. De luchthaven veranderde haar naam in Durham Tees Valley Airport in 2004 maar de stationsnaam bleef ongewijzigd. In 2007, heeft Northern Rail nieuwe borden geplaatst met de tekst Teesside Airport, ter vervanging van de eerder gebruikte borden met de naam die een koppelteken gebruikte: Tees-side. National Rail geeft het station nu ook weer als Teesside Airport.

## Treindienst
Op het station stoppen twee treinen per week, beide op zondag. De spoorlijn wordt wel door andere treinen gebruikt, maar deze stoppen niet op het station. De luchthaven ligt op 15 minuten lopen van het station, maar de toegankelijkheidskwesties zijn een belangrijke factor in het gebrek aan gebruik.

### Zondag
- 1 trein om 11:14 naar Hartlepool
- 1 trein om 12:35 naar Dinsdale en Darlington

Een groot deel van de verkochte kaartjes op dit station worden gekocht door verzamelaars die kaartjes met zeldzame bestemmingen willen bezitten, en niet per se om met de trein mee te reizen.

## Sluiting
In mei 2022 werd het station gesloten wegens bouwvalligheid, in afwachting van het beschikbaar komen van fondsen voor herstel.